# Rubén Ardila
Rubén Ardila Ardila fue un psicólogo colombiano (San Vicente de Chucurí, 7 de julio de 1942 - Bogotá, 14 de enero de 2025). Recibió el título de Psicólogo en la Universidad Nacional de Colombia (1964) y posteriormente el Doctorado en Psicología Experimental en la Universidad de Nebraska, Lincoln, Estados Unidos (1969). Ardila transitó por diferentes áreas de investigación siempre dentro de la Psicología. Tuvo una destacada actividad en el ámbito de la instituciones psicológicas y las relaciones internacionales. Fue un promotor de la psicología científica en América Latina en el contexto internacional.  
En el plano académico se desempeñó como profesor e investigador en la Universidad Nacional de Colombia, Universidad de Los Andes (Colombia) y Universidad Santo Tomás (Colombia). También fue profesor visitante en Alemania, Argentina, Ecuador, España, Estados Unidos, Brasil, Puerto Rico y Perú.

## Vida profesional

### Investigaciones
Ardila realizó investigación en Psicología Comparada, Psicología Experimental, Psicobiología, Psicología Social, Psicología de la Paz, Psicología del Aprendizaje, Psicología de la Ciencia, Historia de la Psicología, Formación en Psicología, Psicología Organizada y Psicología Internacional.
Ardila escribió 35 libros y más de 350 artículos en revistas científicas de Psicología. Trabajó en campos tales como la influencia de las experiencias tempranas en el comportamiento animal, la evolución de la conducta, las pautas de crianza de los niños, el impacto psicológico de la guerra nuclear, los efectos del desempleo, los programas de reforzamiento, la percepción social de la ciencia y a la psicología de los científicos. 

### Gestión académica
A su regreso a Colombia (1970) dirigió el Departamento de Psicología de la Universidad Nacional de Colombia. En 1972 organizó el programa de Psicología de la Universidad de los Andes. En 1976 asumió la creación del programa de Maestría en Psicología Clínica en la Universidad Santo Tomás.

### Comités editoriales
Es miembro del comité editorial de múltiples revistas, entre ellas: Avances en Psicología Latinoamericana, International Journal of Clinical and Health Psychology (España), Psicología Conductual (España), Psicología desde el Caribe, Psicología Iberoamericana (México), Revista Interamericana de Psicología / Interamerican Journal of Psychology (Brasil), Revista Intercontinental de Psicología y Educación (México), Revista Latinoamericana de Psicología, y Revista Psykhe (Chile).

### Premios
Dentro de las distinciones Ardila recibió el Premio Interamericano de Psicología por la Sociedad Interamericana de Psicología (1983), El premio de la Sociedad Española de Psicología, Laureado de la Academia Internacional de Humanismo, Premio Internacional de la Asociación para el Análisis de la Conducta (ABA), el Premio Nacional al Mérito Científico – Vida y Obra por la Asociación Colombiana para el Avance de la Ciencia (2004), el Premio Distinguidas Contribuciones al Avance Internacional de la Psicología (Award for Distinguished Contributions to the Internacional Advancement of Psychology) otorgado por la American Psychological Association (2007), el Premio Nacional de Psicología - A Una Vida de Entrega a la Psicología (2008), otorgado por el Colegio Colombiano de Psicólogos, y el premio de la [[International Association of Applied Psychology] (IAAP) por Distinguidas Contribuciones Profesionales (2022).
También recibió doctorados honoris causa por la Universidad Ricardo Palma, Perú (2003), la Universidad Inca Garcilaso de la Vega, Perú (2014) y la Universidad Nacional de Rosario, Argentina (2016).

### Trabajos destacados

##### Psicología del Aprendizaje
En 1970 publicó su libro más conocido, Psicología del Aprendizaje, del cual se publicaron 27 ediciones y reimpresiones (Ardila, 1970). El libro combina claridad conceptual con profundidad científica para abordar los procesos mediante los cuales los seres humanos adquieren conocimientos y habilidades. Ardila examina los fundamentos del aprendizaje desde perspectivas clásicas y contemporáneas, integrando teorías del condicionamiento, del aprendizaje cognitivo y del aprendizaje social. Su enfoque destaca la interacción entre factores biológicos, psicológicos y sociales, subrayando cómo el contexto y la experiencia influyen en la adquisición de competencias. 

#### Walden Tres
Ardila publicó Walden Tres en 1979 (Barcelona: CEAC) como una novela–ensayo inspirada en la tradición utópica de Walden Two (1948) de B. F. Skinner. La obra describe una comunidad utópica ficticia, establecida en América Latina, que busca organizar la vida social siguiendo principios científicos del análisis experimental del comportamiento. En ella, los miembros viven en un entorno cooperativo, con un fuerte énfasis en la educación, la autorregulación y la solidaridad. La comunidad procura superar los problemas tradicionales de las sociedades latinoamericanas —como la desigualdad, la violencia y la falta de oportunidades— mediante la aplicación de principios conductuales, planificación cultural y prácticas colectivas orientadas al bienestar común.
En Walden Tres, al igual que en la novela original de Skinner, los conflictos narrativos giran en torno a la tensión entre la libertad individual y la organización social basada en la ciencia del comportamiento. Ardila adapta esta reflexión al contexto latinoamericano de los años setenta, incorporando problemáticas sociales y culturales propias de la región. 
El autor aclaró posteriormente que su propósito no era hacer literatura en sentido estricto, sino plantear una crítica social y una propuesta de organización cultural alternativa inspirada en la psicología científica. 

#### La Síntesis Experimental de Comportamiento
La Síntesis Experimental de Comportamiento, publicada en 1988, representa su esfuerzo por ofrecer un paradigma integrador en psicología, más allá de las escuelas y de los sistemas psicológicos. Su base es el análisis del comportamiento y plantea que la disciplina puede alcanzar un estado de ciencia normal en el sentido kuhniano. Sus características incluyen un nivel explicativo centrado en la conducta, el uso prioritario de la experimentación junto con métodos observacionales y correlacionales, el énfasis en el aprendizaje con fundamento biológico, y la consideración del ambiente físico y social.
El modelo propuesto pretende integrar diversos hallazgos psicológicos bajo un marco común, evitando el dogmatismo de las escuelas psicológicas. Además, resalta la importancia de la tecnología derivada de la investigación conductual y propone un enfoque denominado humanismo conductual, orientado a la aplicación del conocimiento psicológico en diferentes ámbitos.

#### Filosofía de la Psicología
En el 2002, Ardila publica Filosofía de la Psicología, con el filósofo y físico argentino Mario Bunge, explorando los fundamentos teóricos y metodológicos de la psicología como disciplina científica. La obra analiza conceptos clave como mente, conducta, cognición y emoción, promoviendo un enfoque riguroso, sistemático y fundamentado científicamente para la investigación psicológica. Bunge y Ardila enfatizan la importancia de la claridad conceptual, la consistencia lógica y la explicación causal, diferenciando la psicología científica de los enfoques puramente descriptivos o fenomenológicos.
El libro se distinguió por integrar el análisis filosófico con la metodología científica, ofreciendo un marco para evaluar teorías y estudios en psicología. Bunge y Ardila criticaron las tendencias reduccionistas y los enfoques excesivamente subjetivos, defendiendo explicaciones que fueran verificables empíricamente y coherentes teóricamente. 

### Sobre Ardila
Se ha escrito un libro sobre Ardila con el título “El legado de Rubén Ardila. Psicología: De la Biología a la Cultura”, editado por Luis Flórez-Alarcón. Entre los capítulos y su autores, se incluyen los siguientes:
- Rubén Ardila y la Epistemología de la Psicología, Hugo Klappenbach.
- Psicología experimental y psicología comparada, Germán Gutiérrez
- Orígenes y desarrollo de la Psicología en América Latina, Rogelio Díaz-Guerrero.
- Rubén Ardila y la Historia de la Psicología, Helio Carpintero.
- De la unidad fraccionada a la Síntesis Experimental del Comportamiento, Reynaldo Alarcón.
- La utopía experimental y la Psicología Política, Alexandre Dorna.
- Rubén Ardila, una vida en la Psicología Internacional, Wilson López-López.
- La contribución de Rubén Ardila a la organización profesional de la Psicología, Andrés M. Pérez-Acosta.
- Análisis Experimental del Comportamiento, Alba Elizabeth Mustaca.
- La contribución de Rubén Ardila a la terapia del comportamiento, Vicente E. Caballo.
- Psicología de la Salud, Luis Armando Oblitas Guadalupe.
- La Psicología Evolutiva del ciclo vital en el curso de vida de Rubén Ardila, Elisa Dulcey-Ruiz.
- Temas Psicosociales, Julio Eduardo Cruz.
- La obra sexológica de Rubén Ardila, Mirta Granero.
- El legado de Rubén Ardila al Departamento de Psicología de la Universidad Nacional de Colombia, Clemencia Montaña de Barragán.
- Rubén Ardila y su aporte a la Psicología en el Caribe Colombiano, José Amar Amar.
- Rubén: Científico y Humanista, Alfredo Ardila.

También fue parte de los entrevistados en el documental conmemorativo de los 50 años de la Sociedad Interamericana de Psicología “Psicología Interamericana” dirigido por Marcelo Urra.
La Fundación para el Avance de la Psicología en Colombia, en conjunto con la Sociedad Interamericana de Psicología - SIP entregan el Premio Rubén Ardila a psicólogas y psicólogos por vida y obra dedicada a la Psicología.

## Vida personal

### Familia
Ardila fue el mayor de cinco hermanos, entre los que se cuentan un médico endocrinólogo (Enrique), un psicólogo especializado en neuropsicología (Alfredo), una investigadora en lingüística de lenguas indígenas (Olga) y una especialista en política internacional (Martha). Estuvo casado con Ana Lucía, vinculada al campo de la antropología. Fue padre de David Rubén, físico y doctor en astrofísica por la Universidad de California en Berkeley, investigador en la NASA, y abuelo de Alejandro.

### Creencias e influencias
En la adolescencia se apartó de la Iglesia católica y adoptó una postura no teísta, considerando que la ciencia ofrecía respuestas más adecuadas a las cuestiones existenciales. Entre sus principales influencias intelectuales se encontraban Charles Darwin, Santiago Ramón y Cajal, Bertrand Russell, B. F. Skinner y Stefan Zweig. Se describía como una persona persistente en sus objetivos y con interés central en la búsqueda del conocimiento científico.

### Libros destacados
- Autobiografía. Un punto en el Tiempo y en el Espacio. Bogotá: Editorial Manual Moderno, 2012.
- El Mundo de la Psicología. Obras Selectas de Rubén Ardila. Bogotá: Editorial Manual Moderno, 2011.
- La Ciencia y los Científicos. Una Perspectiva Psicológica. Medellín: Universidad de Antioquia, 2004.
- Filosofía de la psicología (coautoría con M. Bunge). México: siglo XXI. 2002
- La Psicología en el Futuro. Madrid: Pirámide. 2002.
- Manual del Análisis Experimental del Comportamiento. Madrid: Biblioteca Nueva. 1998.
- Homosexualidad y Psicología. México: Manual Moderno. 1998.
- Síntesis Experimental del Comportamiento. Bogotá: Planeta. 1993.
- Philosophy of Psychology (coautoría con M. Bunge). New York: Springer Verlang. 1987.
- Psicología del Hombre Colombiano. Bogotá: Planeta. 1986.
- Impacto Psicológico de la Guerra Nuclear. Bogotá: Catálogo Científico. 1986.
- La Psicología en América Latina. Pasado, presente y futuro. México: siglo XXI. 1986.
- Terapia del Comportamiento. Fundamentos, técnicas y aplicaciones. España: Desclée de Brouwer, 1980.
- Cien Años de Psicología (coautoría con M. Rezk). México: Trillas. 1979.
- Walden Tres. Barcelona: CEAC. 1979.
- La Profesión del Psicólogo. México: Trillas. 1978.
- El Análisis Experimental del Comportamiento. La Contribución Latinoamericana. México: Trillas. 1974.
- Psicología Fisiológica. México: Trillas. 1973.
- Psicología del Trabajo. Santiago de Chile: Universitaria. 1972.
- La Psicología Contemporánea. Panorama Internacional. Buenos Aires: Paidós. 1972.
- Psicología Experimental. Manual de laboratorio. México: Trillas. 1971.
- Psicología del Aprendizaje. México: siglo XXI. 1970.

### Artículos destacados
- Nature and nurture. A nonkilling developing world perspective. In D.J. Christie & J.E. Pim (Eds.), Nonkilling psychology, 2012, (pp. 71-84). Honolulu, Hawái: Center for Global Nonkilling.
- Colombia. In D.B. Baker (Ed.), The Oxford handbook of the history of psychology, 2012 (p. 125-137). New York: Oxford University Press.
- Inteligencia. ¿Qué sabemos y qué nos falta por investigar?. Revista de la Academia Colombiana de Ciencias Exactas, Físicas y Naturales, 2011, v. 35 (134), pp 97-103.
- La unidad de la psicología. El paradigma de la síntesis experimental del comportamiento. Revista Mexicana de Investigación en Psicología, 2010, v. 2, No. 2, pp.72-83.
- Psychology and behavior analysis. The nature of the controversy. In R. Schwarzer & P. A. Frensch (Eds.), Personality, human development and culture. International perspectives in psychological science. 2010, v. 2 (pp. 263-274), Hove, UK : Psychology Press.
- The nature of psychology: The great dilemmas. American Psychologist, 2007, v. 62, No. 8, pp. 906-912.
- Psicología en el contexto de las ciencias naturales. Comportamiento y evolución. Revista de la Academia Colombiana de Ciencias Exactas, Físicas y Naturales, 2007, v. 31 (120), pp. 395-403.
- Current trends in global psychology. In M.J. Stevens & U. P. Gielen (Eds.), Towards a global psychology. Theory, research, intervention and pedagogy, 2007, (pp. 69-100). Mahwah, N. J.: Erlbaum (en coautoría con Nair, E. , & Stevens, M. J.).
- The experimental synthesis of behaviour. International Journal of Psychology, 2006, v. 41, No. 6, pp. 462-467.
- Prologue: Behaviour analysis around the world. International Journal of Psychology, 2006, v. 41, No. 6, pp. 433-435.
- Behavior analysis in an international context. In A. C. Brock (Ed.), Internationalizing the history of psychology. 2006, (pp. 112-132). New York: New York University Press.
- Psicología del aprendizaje: investigación básica publicada en revistas Iberoamericanas indexadas. Revista Latinoamericana de Psicología, 2005, v. 37 (3), pp. 595-615 (en coautoría con Pérez-Acosta, A.M., y Gutiérrez, G).
- Violence in Colombia: social and psychological aspects. In L.L. Adler & F.L. Denmark (Eds.), International perspectives on violence (pp. 59-67). Westport, CT: Praeger, 2004.
- La psicología latinoamericana: el primer medio siglo. Revista Interamericana de Psicología/Interamerican Journal of Psychology, 2004, v. 38 (2), pp. 317-322.
- Psychology in Colombia: development and current status. In M.J. Stevens & D. Wedding (Eds.), Handbook of international psychology (pp. 169-178). New York: Brunner – Routledge, 2004.
- ¿Qué tipo de psicólogo queremos formar en América Latina para el nuevo siglo?: El “Modelo Bogotá" tres décadas más tarde. En J.F. Villegas, P. Marassi y J.P. Toro (Eds.), Problemas centrales para la formación académica y el entrenamiento profesional del psicólogo en las Américas. v. 3 (pp. 139-148). Santiago de Chile: Sociedad Interamericana de Psicología. 2003.
- La necesidad de unificar la psicología: el paradigma de la síntesis experimental del comportamiento. Revista Colombiana de Psicología, 2003, v. 12, pp. 28-37
- Calidad de vida: una definición integradora. Revista Latinoamericana de Psicología, 2003, v. 35, No. 2, pp. 161-164.
- The psychology of the terrorist: behavioral perspectives. En C. E. Stout (Ed.). Psychology of terrorism. v. 1. Westwood, CT: Greenwood, 2002.
- Science, technology and peace. Peace and Conflict: Journal of Peace Psychology, 2001, v. 7, No. 2, pp. 191-192.
- ¿Qué es la psicología de la paz? Revista Latinoamericana de Psicología, 2001, v. 33, No. 1, pp. 39-43.
- Political psychology: The Latin American perspective. Political Psychology, 1996, 17 (2), 339-351.
- Psicología del desempleado. Revista Latinoamericana de Psicología, 1991, 23, 207-227.
- Toward an experimental synthesis of behavior. Perceptual and Motor Skills, 1990, 70, 1030.
- Mercedes Rodrigo (1891 - 1982). Revista Latinoamericana de Psicología, 1988, 20, 429-434.
- The psychological impact of the nuclear threat on the Third World: The case of Colombia. International Journal of Mental Health, 1986, 15 (1-3), 162-171.
- Psihologia in América Latina: Stiinta si profesie. Revista de Psihologie (Rumania), 1983, 29 (4) 359-365.
- Psychology in Latin America today. Annual Review of Psychology, 1982, 33, 103-122.
- International psychology. American Psychologist, 1982, 37, 323-329.
- Conductismo y marxismo. Revista de Psicología General y Aplicada, 1980, 35, 955-967.
- Die Zukunt der Familie. Verhalten (Alemania), 1980, 2 (2), 71-82.
- Psicología social de la pobreza. En J. O. Whittaker (Ed.), La psicología social en el mundo de hoy. México: Trillas, 1979, 399-418.
- Educational psychology in Latin America. En C. D. Catterall (Ed.), Psychology in the schools in international perspective, v. 1 Columbus, Ohio: International School Psychology Steering Committee, 1976, 126-141.
- Latin America. En V. S. Sexton y H. Misiak (Eds.). Psychology around the World. Monterrey, California: Brooks/Cole, 1976, 259-279.
- Effects of verbal labeling on reproduction of visually perceived forms as a function of instructions, delay of reproduction and age. Psychological Reports, 1976, 38, 259-265.
- The First Latin American Conference on Training in Psychology. International Journal of Psychology, 1975, 10, 149-158.
- The XV Interamerican Congress of Psychology. International Journal of Psychology, 1975, 10, 89-90.
- The Interamerican Society of Psychology. American Psychologist, 1973, 28, 1137-1138.
- The great importance of comparative psychology in the training of psychologists. American Psychologist, 1971, 26, 1035-1036.
- La psychologie latino-americaine. Bulletin de Psychologie (París), 1970, 23, 410-415.
- Privación sensorial. Revista Interamericana de Psicología, 1970, 4, 41-253.
- Applied psychology in Colombia. International Review of Applied Psychology, 1970, 19, 155-160.
- Landmarks in the history of Latin American psychology. Journal of the History of the Behavioral Sciences, 1970, 6, 140-146.
- Mathematical learning theories. Psychologia: An International Journal of Psychology in the Oriente (Japón), 1969, 12, 189-204.
- Nobel prizes for psychologists. American Psychologist. 1969, 24, 604-605.
- Desarrollo de la psicología latinoamericana. Revista Latinoamericana de Psicología, 1969, 1, 63-74.
- Psychology in Latin America. American Psychologist, 1968, 23, 567-574.
- La motivación en la conducta animal. Revista de Psicología, 1964, 9, 115-119.